# Liste von Sakralbauten in der Region Hannover

Städte und Gemeinden in der Region Hannover.

Die Liste von Sakralbauten in der Region Hannover nennt die Sakralbauten in der Region Hannover gegliedert nach Städten und Gemeinden.  

## Liste
- Liste von Sakralbauten in Barsinghausen
- Liste von Sakralbauten in Burgdorf
- Liste von Sakralbauten in Burgwedel
- Liste von Sakralbauten in Garbsen
- Liste von Sakralbauten in Gehrden
- Liste von Sakralbauten in Hannover
- Liste von Sakralbauten in Hemmingen
- Liste von Sakralbauten in Isernhagen
- Liste von Sakralbauten in Laatzen
- Liste von Sakralbauten in Langenhagen
- Liste von Sakralbauten in Lehrte
- Liste von Sakralbauten in Neustadt am Rübenberge
- Liste von Sakralbauten in Pattensen
- Liste von Sakralbauten in Ronnenberg
- Liste von Sakralbauten in Seelze
- Liste von Sakralbauten in Sehnde
- Liste von Sakralbauten in Springe
- Liste von Sakralbauten in Uetze
- Liste von Sakralbauten in Wedemark
- Liste von Sakralbauten in Wennigsen (Deister)
- Liste von Sakralbauten in Wunstorf